# 페트리아 버차드
페트리아 버차드(Petrea Burchard, 1955년 3월 23일 ~ )는 미국의 배우, 연극 배우, 텔레비전 배우, 성우, 영화배우이다.
로렌스에서 태어났다.

## 영화
- 프랙처 (2007년)
- 콜백 (2005년)
- 천지무용 2 - 아득한 마음 (1999년)
- 레인 (1998년)
- 애들이 줄었어요: TV 쇼 (1997년)
- 천지무용 (1996년)
- ER (1994년)
- 죽어야 사는 여자 (1992년)
- 매혹의 소나타 (1981년)
- 더 영 앤 더 레스트리스 (1973년)